# 白鳥鴻彰
白鳥 鴻彰（しらとり こうしょう、1864年4月30日 -  1915年4月11日）は、日本の政治家 、教育者。

## 生涯
白鳥家は、代々庄屋を務め、弘前藩主津軽家から苗字帯刀を許された家柄であった。2代藩主津軽信枚の生母・栄源院（津軽為信の側室。白鳥長久の娘とも。堀越城代・白取伊右衛門の妹。弘前藩家老職・白取瀬兵衛信次は甥にあたる）の生家の分家で、白鳥長久の末裔 という。白鳥氏は津軽家に仕えた後、「白鳥」を「白取」と改め、明治維新後に再び「白鳥」と改めた。
白鳥鴻彰は元治元年3月25日に津軽郡荒川村（現：青森市荒川）に、 白鳥慶一・いそ夫妻の長男として生まれる。幼名は初太郎または八太郎。
父・慶一は明治11年（1878年）に府県会規則が公布され、明治12年（1879年）3月県会の開催が決まると第1回の青森県会議員選挙に立候補、当選。以後明治13年、明治15年、明治19年と通算4回当選。明治23年（1890年）に衆議院議員選挙に出馬し、当選した（病の為、1期）。
子は、先妻・トシとの間に荒川郵便局長を務めた長男の菊郎、後妻・アヤとの間に養子に出た覚郎（四代目千葉伝蔵・青森市長）、荒川村長を務めた穆郎（昭和19年（1944年）5月就任、昭和21（1946年）11月公職追放により退任）など4男。
鴻彰は明治8年（1875年）に前年に慶一が創設した白取小学（後の青森市立荒川小学校）に入学し、明治9年（1876年）に青森小学校へ転校。同年、旧藩校稽古館の流れを汲む東奥義塾に入学し、名を敬也（又は敬弥）と改めた。学生時代は剣道を好み、籠手取りの名手だった。明治13年（1880年）に青森専門学校（青森師範学校の前身）へ入学。明治15年（1882年）に名を鴻幹と改め、東京専門学校（早稲田大学の前身）政治科に入学。この年に、同郷で14歳の葛西トシと学生結婚した。
明治16年（1883年）に仙台市の第二師団に看護卒として入隊。明治18年（1885年）、長男・菊郎が誕生するも妻のトシは産後50日で死去。明治20年（1887年）に帰郷し、青森から発行された「学術論誌」の編集人となった。明治22年（1889年）2月に荒川12か村の戸長、4月に荒川村会議員となった。明治23年（1890年）、後に青森市長となる三男・覚郎が誕生した。覚郎は明治44年（1911年）に三代目千葉伝蔵（千葉三次郎）の養子となり、大正8年（1919年）2月に三代目の死去に伴い四代目千葉伝蔵を襲名した。千葉伝蔵は昭和3年（1928年）に青森市会議員に当選した。伝蔵は以後、市議8年、青森県会議員4年。昭和11年（1936年）5月から昭和20年（1945年）7月まで青森市長）。明治27年（1894年）に『交際子』を出版。5月には東津軽郡会議員となる。9月1日に投票が行われた第4回総選挙に父・慶一が青森第1区から立憲革新党で出馬し当選。口下手の慶一に代わって鴻彰が演説し、その弁舌は論旨明快で情熱的であった。その為、慶一が当選したと言われた。
明治29年（1896年）1月5日、三代目の荒川村長となる（明治32年（1899年）5月24日退任）。明治30年（1897年） 8月、国有土地森林原野下戻法が国会で決議されると、山林下戻の調査を開始。（次章参照）明治31年（1898年）3月に『新国字論』出版。8月に鴻彰と改名。11月、荒川・高田両村共同で農商務大臣に山林下戻申請書を提出。明治36年（1903年）6月3日、2度目となる荒川村長に就任。6月、県会議員選挙に当選（以降明治44年（1911年）まで通算2期8年在任）。12月19日、農商務大臣男爵清浦奎吾の署名で山林下戻不許可の指令伝達。明治37年（1904年）4月8日、荒川・高田両村合同で行政訴訟提起。明治41年（1908年）2月27日、勝訴判決。3月6日、勝訴書面送達。明治44年（1911年）1月、『荒川高田山林勝訴録』出版。4月、『寒村独語』出版。明治45年（1912年）2月24日、3度目の荒川村長に就任し、在任のまま大正4年（1915年）4月11日、腎臓炎で死去。

## 功績

### 山林下戻

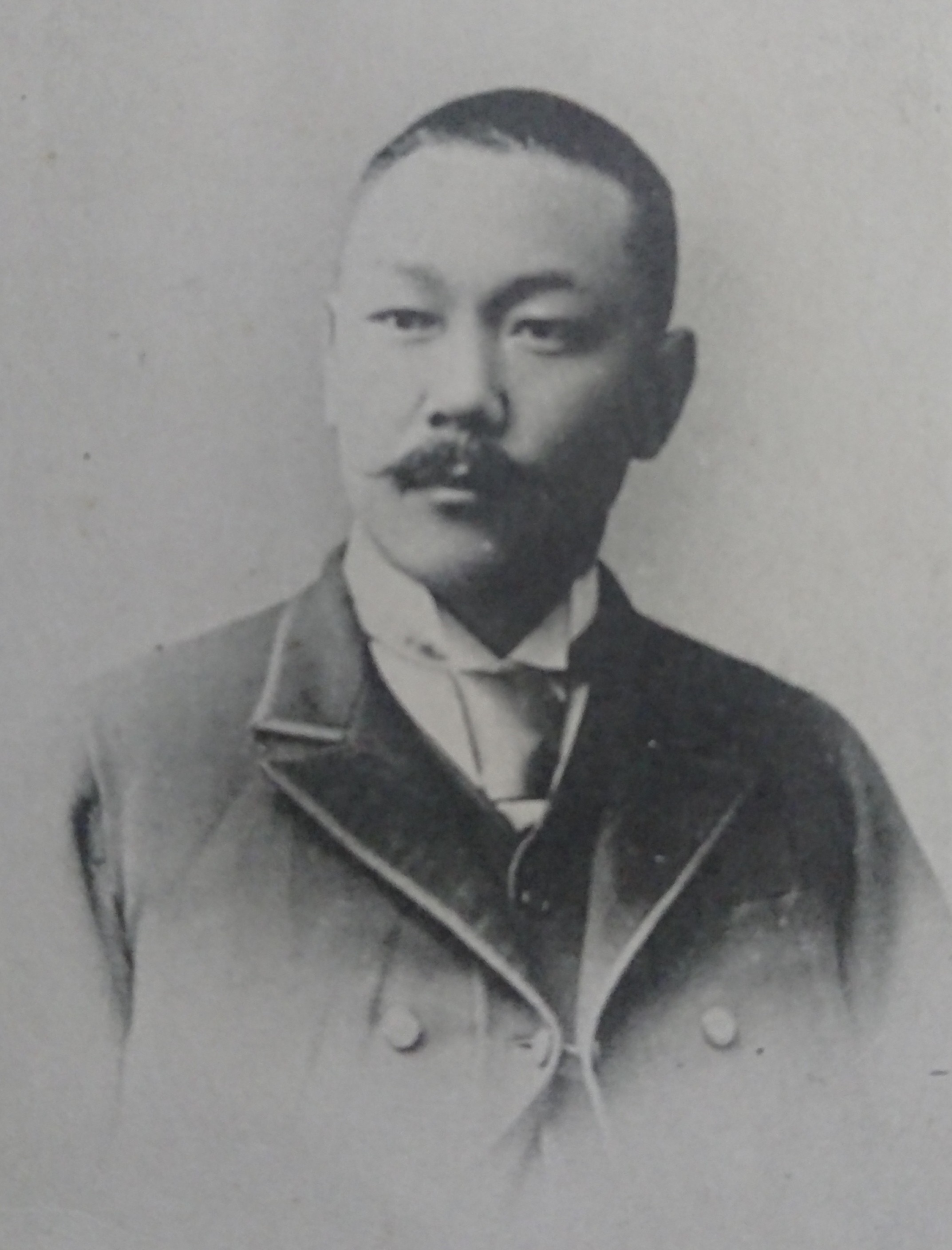
明治30年頃の白鳥鴻彰

明治維新後、政府は地租改正を行い、青森県では明治8年（1875年）から同9年の2年間行われた。藩政時代の制度を無視し、私有・共有の証文のない山をことごとく官林（国有林）に編入した。これは国の財産として山林を多く持とうと企図したことによる。当時、「白河以北一山百文」と言われ、薩長土肥で占められた藩閥政治家は奥羽の山林に目を付けたのであった。
青森県では、津軽藩が何百年と時を掛けて保護育成した見継林の美林は、全て官有となり、財産的価値のない裸山や原野が僅かに民間の所有とされたのみであった。これは現在でもほとんど変わらず、青森県の森林面積の7割が国有林で有り、北海道を除くと全国一である。
明治9年（1876年）の林野丈量調査で青森県の官有地は112万町歩と算出されたが、青森県全体の面積は96万町歩であり、杜撰な調査により台帳が作成された。
こうした事が明るみに出たのは明治10年代になってからで、従来通り柴刈りの為に入山すると警察に取り締まられるという事態が起こってからであった。
農民の不平不満が大きくなり、政府はやむなく明治32年（1899年）、国有土地森林原野下戻法を施行した。これを受けて、青森県からは全国最多の2910件にも及ぶ申請が出された（許可されたのは79件）。
荒川村と隣接する高田村は、八甲田山に広大な林地を持っていて、貞享年間（1684～1688）以来、約200年の間、民有として利用し、廃藩置県後も部落共有林としていたが、明治9年に突然官有地に編入された。
10年後にはじめて官有地編入が誤りであることが分かったものの、どうにも出来ない状況であった。
明治29年（1896年）1月から荒川村の村長を務めていた白鳥鴻彰（当時は鴻幹）は、国有土地森林原野下戻法（山林下戻法）が国会で議論になると、早速9月4日から山林下戻の調査を開始した。藩政時代から村民の共有地であると言う証拠書類や絵図面などを集めて、これによって裏付けようとした。その結果、「明和年間の荒川村外十五ヵ村馬飼料場及薪取山の書類一冊」「貞享年間調製の野沢村絵図面一枚」「天和年間の小畑沢村絵図面一枚」「野沢村御検地水帳一冊」などを見つけることが出来た。
これらの書類を整えた白鳥は、荒川・高田村共同で明治31年（1898年）11月に、農商務大臣に山林下戻の申請書を提出した。
明治30年（1897年） 8月に国有土地森林原野下戻法が決議されて以来、全国各地から申請が殺到し、農商務省山林整理局の技手が現地調査に現れたのは、明治33年（1890年）9月であった。この時、白鳥は荒川村長を退任していたので、後任の村長・櫻田文吉と高田村の奥崎義郎村長と白鳥の3人で幕田繁治技手を案内した。
村長を退任した白鳥は、再三上京して関係当局を訪ね陳情を繰り返していた。また、その頃政界を引退していた父・慶一も明治36年（1893年）1月に「東奥の野民慶一謹て明公閣下に言す」で始まる建白書を内閣総理大臣伯爵桂太郎に呈した（『荒川高田山林勝訴録』）。そして再び同年6月に2度目の村長に就任した。
2度目の調査は白鳥が村長に就任した翌月29日に農商務省山林局の役人2人（小木利金太、柳沢鹿之助）と青森大林区署員ら10名程が4日間に渡って行われた。この調査の結果を白鳥らは大いに期待した。また、8月5日、父・慶一は、内務大臣児玉源太郎と面談し、「今日ノ所謂模範町村ハ山林原野ヲ所有シ克ク之ヲ利用スルモノナレバ速ニ山林原野ノ下戻等々励行セザルヲ得ザルヲ述ベ又将来文化ノ進歩ニ連レ公有林造成ノ必要ナル所以ヲ説」いたところ、児玉は大いに同感したと言う（『荒川高田山林勝訴録』）。期待の膨らむ中、12月19日、農商務大臣男爵清浦奎吾の署名で山林下戻不許可の指令が伝達された。
白鳥はその時の心情を自著『荒川高田山林勝訴録』（明治44年（1911年）1月）で次のように記している。
「此ノ紙一枚ハ如何ニ我両村民ヲ嘆息セシムルヤ　如何ニ我々両村長ヲ煩悶セシム可キヤ　如何ニ余ヲシテ多年ノ日月ヲ消シテ発憤奔走憤慨長息セシムルヤ　如何ニ民業ノ発展ヲ害シ東奥ノ山河ヲシテ長ク不毛地タラシムルヤ」
「官衙ノ取扱ヤ官吏ノ執務振ハ何レモ民人ノ利便ヲ第二トシテ官海ノ便ヲ第一トシ　民界ノ公利ヲ顧ルヲ第二トシテ官辺ノ利ヲ第一トシ　躊躇逡巡曖昧不問シ　名ヲ官令法規ニ仮リテ徒ニ長日月ヲ消シ　下戻法案等ノ精神ヲ没却スルヤ久シ　其一回誤リテ官有トナルモノハ数十年間ニ渉ルモ容易ニ民間ニ復帰セザルノミナラズ　今ノ立憲文明ノ民人ヲシテ封建時代未開ノ時ヨリモ不幸ニ沈マシメントスル処ナキニアラザルナリ」

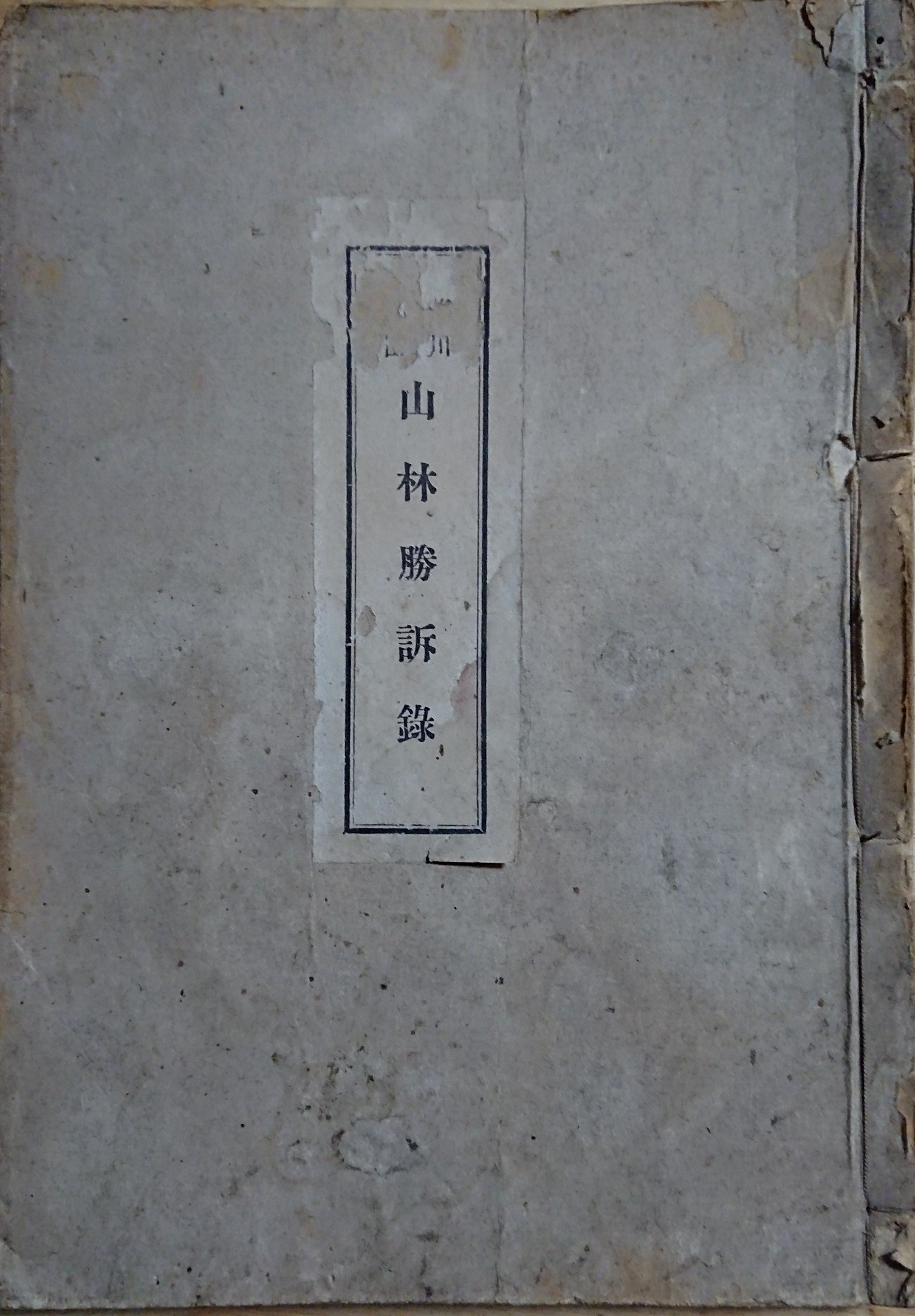
白鳥の著書『荒川高田山林勝訴録』

白鳥は、苦心して集めた証拠書類から推察しても申請却下に納得出来ず、清浦農商務相を相手取って行政訴訟を起こす事を高田村長と相談して決めた。
荒川村会と高田村会は白鳥を訴訟代理人に決定する議決をするものの、提訴に踏み切ることが出来なかった。問題解決まで長期化が予想される事、山林下戻の裁判での弁護士費用の相場が山林全体の半分と非常に高額である事などがその理由であった。実際、同様の訴訟で蓬田村の八戸弥太郎村長が身代を潰した。
その様な巨額の訴訟費用を捻出できない荒川村と高田村は、白鳥に義侠をもって訴訟費用の一切を負担する様に依頼した。条件として勝訴の暁には両村ともそれぞれ10分の1の山林を、その代償として白鳥に与えることを議決した。
白鳥は、訴訟代理人を引き受け、代理人となった以上訴訟費用を最小限に止める為、弁護士への依頼を止め、一切を自身で当たる覚悟を決めた。白鳥は一切の費用を自弁し、書類の作成も自らが行った。
こうして明治37年（1904年）4月8日、行政裁判所に提訴した。
白鳥は、津軽藩統治時代から薪炭を取る山は村民の共有として検地水帳に記されていること、検地水帳は民有地を定めており藩の管理するものは一切記載がないこと、貞享の絵図面は薪炭を取る山がどこにあるかが記されていること、国有土地森林原野下戻法第2条に公簿や公書に記載のあるものは下戻すべきと明記しており、検地水帳は津軽藩の台帳であり、現在青森県の公簿であること、その公簿に絵図面も付帯してあること、にもかかわらず下戻が許されないのは地方自治のため、国家のために悲しいことだと述べた。
訴訟に踏み切った頃、県会議員になっていた白鳥は県会に諮り、山林払下げに関する建議書を県知事から農商務大臣に提出させた。その内容は、青森県の林業を奨励し、町村基本財産を造成させるため、管内官有林野の下戻や払下げの必要を説いたものだ。このことは、白鳥が単に荒川・高田両村の問題としてのみならず、青森県全体の問題として捕えていたことを物語っている。
明治40年（1907年）10月、白鳥は東京行政裁判所から口頭審問の呼び出しを受けた。『荒川高田山林勝訴録』にはその時の陳述の模様が述懐されている。
「青森県就中私ノ東津軽郡ハ官林反別最モ広大ニシテ凡ソ二十五万二三千町歩アリ　此内旧藩時代ヨリ民有ノモノアルモ明治九年山林原野ノ丈量ノ際ニ不注意ニモ当時ノ検査吏ニ任セタリ　然レドモ人民ハ漫然放任シタルニアラズ　丈量検査後ノ五ヶ年毎ニ改正アルベシトノ語ヲ信ジ且ツ地税ヲ恐レタルニ因れり　而シテ我県ハ最モ粗漏ニ最モ迅速ヲ極メ僅カ一ヶ年ニ測量ヲ済シタリ　他県ハ二年三年ヲ要シタリト聞ク　是等ハ今日地方人民疾苦ノ原因ニシテ誠ニ憫諒スベキモノナリ　之ヲ以テ我郡ノ官林ハ単ニ一郡ノミニテモ中国五県ノ官林ニ匹敵セリト」
次いで12月に第2回の口頭審問が開かれ、白鳥は病中であったが新発見の証拠書類を持って上京した。翌41年2月に第3回の口頭審問の呼び出しがあった。この時に問題になったのは野沢村御検地水帳だった。白鳥は1時間にわたり疑義を解くべく陳述した。問題になったのは酸ケ湯付近の山だったが、白鳥は、温泉は現に民有であり、粗末だが客舎を設けて営業し、税金を納めていることをたてに陳述した。この時の行政裁判所長官山脇玄の模様を『荒川高田山林勝訴録』に白鳥は記している。
「長官ハ余ヨリ水帳ヲ更ニ取上ゲ一見シテ曰ク　成程………成程此ノ出湯所ハ民有ナル可シトテ大ニ首肯セラル」
その結果、2月27日に宣告が行われ、勝訴となった。3月6日には書面が送達された。これによって荒川・高田両村民は、寒水沢・矢別沢など15,065町歩を取り返したのである。4月18日に高田村会は村長・奥崎義郎名で白鳥に感謝状を贈って勝訴を喜んだ。ところがこの面積は、先述の杜撰な調査によるもので、実際は2千町歩強であった。この取り返した山林は、現在では荒川地区・高田地区の財産区として管理されている。
また、下湯ダムには白鳥の顕彰碑が、青森市立荒川小学校には胸像が建てられている。

### 国字改革
白鳥は明治31年（1898年）に漢字乱用・学力低下の弊害を訴える『新国字論』を出版して、新しい漢字による日本語改革論を主張した。第二次世界大戦後に文部省が国語審議会を設置して当用漢字を制定したが、読みにくい漢字の制限と一部は略字を用いて平易にすることが目的であったが、その50年以上前に白鳥は同じ主張をしていたのである。
白鳥が創案した新漢字は、試作の域を出なかったものの、文学博士・井上哲次郎や貴族院議長兼帝国教育会会長・近衛篤麿、島田三郎らと議論した。
白鳥の考案した新漢字は、動物は「ケモノ」偏、魚類は「魚」偏、草花は「クサ」冠、樹木は「木」偏、虫は「虫」偏にカタカナを組み合わせ、姓名は姓の旁に「氏」を組み合わせ、名は男なら「人」偏、女なら「女」偏を付けた。新国字は、この新漢字と色の名前や数字・東西南北・数字・前後左右・上下などの従来の「元字」からなる。
白鳥が作った「時事歌」から、日本の将来を憂い、民族の前途を案ずるところから発してこの『新国字論』を作るに至った所以が分かる。
アジアの急務そはなんぞ
簡単平易の文字を採り
シシの国へも留学し
ワシの里にも貿易し
ふるアメリカの厭いなく
星の国にも寄留せよ
これぞアジアの急々務

### 生活改善

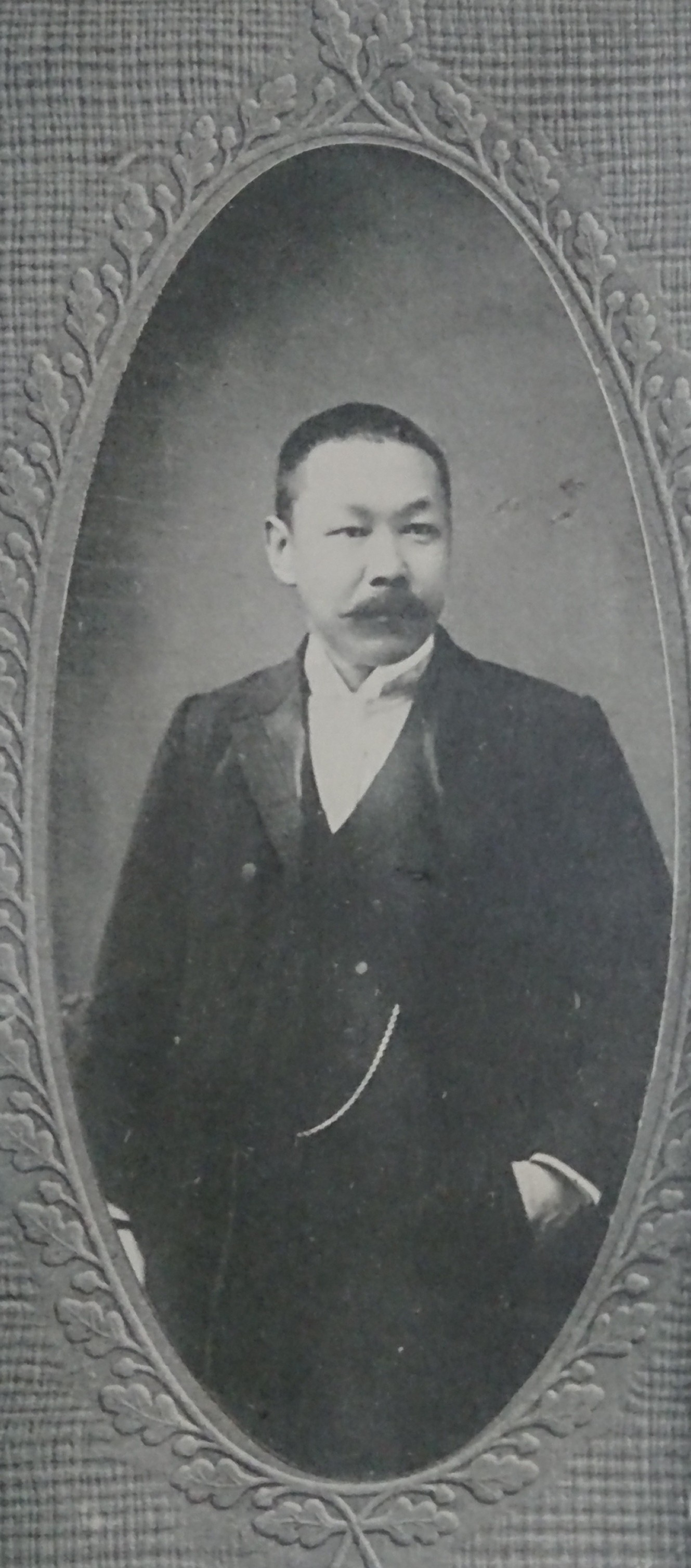
明治41年の白鳥鴻彰

白鳥は、明治30年（1897年）ごろから十和田湖や酸ケ湯温泉が将来必ず観光地として脚光を浴びる日が来ると考えていた。当時、青森から酸ケ湯温泉に行くには荒川から金浜を経て行く細い山道しかなかった。そのため、荒川には3軒の宿屋があり、酸ケ湯へ行く人々は荒川を午前3時位に出発した。
白鳥は、観光地になるには車が通れるような道路が必要だと考え、荒川から金浜、居繰沢、寒水沢を経て酸ケ湯へと至るルートを自ら選び、村が少額の経費を出してさえくれれば自己負担しても良いと考え、道路造成を村会に提案した。ところが村会は、また白鳥のもの好きが始まった、山に車で行くなんて出来るわけがないと満足に審議もせず否決してしまった。ところが昭和10年（1935年）に横内から酸ケ湯・十和田湖に至る観光道路が開かれ、バスが走る様になると荒川村民は白鳥の先見の明に驚くとともに、バス路線から外れた事を悔やんだと伝わっている。
白鳥が進歩的な考え方を持っていたことは明治44年（1911年）ごろに荒川（堤川）上流の居繰沢を眺めて次のような詩を作ったことからもうかがえる。
一水せんかんとして西に向って流れ
懸崖絶壁忽然として降る
他年動力応用の時
誰か居繰滝の場に工を起さん
白鳥の予想通り、この地に水力発電所が建てられ、その水力によって荒川村に電灯が燈ったのは大正6年（1917年）、白鳥の死の2年後の事であった。
また、白鳥は消防の重要性を考え、自費で龍吐水を購入して村に寄付し、消防団『協同組』を組織させた。
村長時代の白鳥は、外出時にはいつもフロックコートをまとうハイカラ村長であったが、明治27年（1894年）に著した『交際子　全　一名金言都々逸』がある。これは交際と礼儀に関するエチケットを都々逸約1150句にしたもの。
緒言で「今我国は日進月歩の有様ありといえども、制度風習憂ふべき点なきにあらず、あるひは籠の鳥然たる人、あるひは粗放粗雑なる気風、あるひは蛙の如くはふて礼す、あるひは時間の貴きを知らざるが如き作法あり、多数の修身交際法みだれて、少数の礼儀また定らざる有様あり、これをもって今日の急務はわれわれ多数の人民がいかなる位置にあるやを察し、われわれをして解き易くさとり易き方法をもって多数の心をひらくにあらん」と白鳥は文明開化の勢いで、西洋文化が入り込み、旧来の文化と入り乱れ、雑然としているのを憂いたのだと言う。
「おとこ女と交際するは　教育上にかなめこと」
「女子と男子席まじえずと　早き時代のしばり言」
「男女たがひに交際すれば　おこなひかへりて清ふなる」
「学びならひて交際せよや　不学は浮世のつみつくり」
「女子相和し手をたづさへて園を歩むの風を採れ」
「可愛い婦人をお護りなさいこれぞ文明おとこ肌」
日清戦争前に、男女共学、男女の交際を勧めている。また、
「人の前にてヅボンのはしの　ボタン外るは見苦しい」
「常に用ゆるヅボンの色は　上衣色より薄き色」
「日本のかたは食事にだまる　西洋かたは相かたる」
「フライ　ビフテキ　ロースの類はナイフで切りとりたべ上がれ」
「公け会に婦人があらばこれに上席ゆづりやれ」
と洋風の礼儀作法を衣食住にわたって心得を述べている。この他、
「お若い時に美しなどと　言へば老婆もうれし顔」
「お色自慢の女の前でよその小町を賞めしやるな」
「むごい話しや軍のことは婦人否がりよろこばぬ」
と言った男女交際のコツなども書かれている。
白鳥がこうしたエチケット集を出版したのは、荒川村やその近隣が旧態依然とした風習の中にあり、虚礼廃止や冠婚葬祭の簡略化などの生活改善運動を率先して行うためであった。
その運動のために、明治32年（1899年）に当時30円以上した幻灯器を自費で購入し、生活改善・文化・人物・日清戦争の戦況などを、村内は勿論津軽地方を無料巡回映写し、普及活動に努めた。
明治40年（（1907年））に設立した荒川村矯弊会の趣意書に次のような事を白鳥は書いた。
「ああ今やわが国は戦後（日露戦争のこと）の経営にあたり、国民の多数は或は世界一流然として意気まさに揚々たらんとす。しかしてこれ果して永久に持続し得べきか、翻って内治外交に顧ればじつに寒心せざるを得ざる点なきにあらざるなり」

## 親族
- 父 = 白鳥慶一（青森県会議員・衆議院議員）（白取小学校創設者）
- 長男 = 白鳥菊郎（荒川郵便局長）
- 三男 = 千葉伝蔵（青森市会議員・青森県会議員・青森市長）[3]
- 孫 = 白鳥大八（菊郎の子・荒川村長・青森県議会議長。昭和26年当選、5期日本民主党→自由民主党）
- 曾孫 = 白鳥揚士（大八の子・青森県議会議員。昭和54年当選、2期無所属→自由民主党）
- 玄孫=山谷亨(映画監督・脚本家)
- 玄孫＝下山克（青森県総合健診センター所長。日本ヘリコバクター学会理事・日本消化吸収学会理事）